# Prada (Veneto)
Prada è una frazione dei comuni di Brenzone sul Garda e San Zeno di Montagna, situata lungo la Val Vaccara, sulle pendici del Monte Baldo. La frazione di Prada è composta da 4 centri abitati principali, suddivisi tra i due comuni:
- Prada Bassa (933 m - San Zeno d.M.)
- Prada Alta (1060 m - Brenzone), centro principale della frazione
- Fiès (1015 m - Brenzone)
- Cà Chemasi (1102 m - Brenzone).

A questi si aggiungono il villaggio turistico-residenziale sorto in tempo recente di Val Da Sac (1090 m) e le località di Folesino (1280 m) e Scale (1140 m).

## Geografia fisica
La Val Vaccara si colloca nella zona sud occidentale della catena del Baldo, si allunga da Pesina di Caprino Veronese fino al Passo Scale (1153 m), percorsa da una strada provinciale. Prada si colloca nella parte più alta della valle, ad ovest si innalzano dolci dossi di altezza compresa fra i 1100 e i 1200 m mentre a est s'innalza l'Alpe di Costabella (2053 m), prima cima del Baldo, ricoperta nella sua parte inferiore da faggi e abeti, mentre nella sua zona superiore è ricoperta di grandi distese di pascoli; l'Alpe è costellata di malghe alcune ancor oggi in funzione; d'inverno, ricoperta dalla neve, è meta per praticanti di sci e passeggiate con le ciaspole.

## Storia

### Prima del Novecento e inizio Novecento
Già i romani avevano esplorato le valli e le cime del Monte Baldo, all'epoca chiamato Mons Polinius. Le foreste della Val Vaccara e di altre valli del Baldo erano utilizzate per rifornire di legname la città di Verona, centro importantissimo della Regio Venetia. A partire dal medioevo si formarono lungo la costa del Lago di Garda vari centri abitati, gli abitanti di questi paesi inizialmente praticavano la pesca, ma con gli anni ritennero più redditizio colonizzare la montagna, così nella val Vaccara si formarono vari aggregati di case abitati generalmente solo durante la stagione estiva dai pastori che lavoravano nelle numerose malghe dell'Alpe di Costabella. L'alta Val Vaccara iniziò a riempirsi di case e capanne e vennero costruite numerose mulattiere che salivano dal lago. L'area dell'Alpe di Costabella, grazie ai suoi pendii soleggiati e ricchi di pascoli divenne in breve tempo la zona più redditizia del Baldo. A partire dall'Ottocento le varie malghe dell'Alpe vennero spartite tra i comuni di Castello, Castelletto e San Zeno di Montagna. A fine Ottocento sono ormai presenti i quattro centri abitati principali dell'alta valle che formano la frazione di Prada, mentre Fies e Cà Chemasi, sotto l'amministrazione del comune di Castello sono ancora abitate esclusivamente d'estate, a prada Alta e a Prada Bassa si trasferiscono nuclei famigliari stabili soprattutto dal vicino paese di San Zeno di Montagna. Visto lo sfruttamento ormai eccessivo delle malghe della zona alta dell'Alpe si inizia un'intensa opera di disboscamento della faggeta e inizia lo sfruttamento intenso dei pascoli ricavati, in questo periodo si trasferisce il bestiame dai baiti direttamente vicino alle abitazioni, così nei quattro abitati di Prada iniziano a sorgere stalle vicino alle case tipiche, stalle che col tempo diventeranno sempre più moderne deturpando la bellezza del luogo: a inizio '900 infatti l'Alpe, così come tutta l'alta Val Vaccara, è spoglia, ricoperta solo da grandi estensioni di pascoli. Solo a partire dagli anni cinquanta, con il progressivo abbandono dell'allevamento intensivo in montagna, si è iniziato a ripristinare le faggete e le abetaie della fascia bassa dell'Alpe, faggete e abetaie che oggi sono tornate agli antichi splendori, mentre le vacche sono tornate a pascolare sui pascoli d'altura negli storici masi, distribuiti nella fascia alta dell'Alpe.

### Dalla seconda metà del novecento ad oggi
A partire dagli anni cinquanta si è assistito ad un progressivo abbandono dell'Alpe di Costabella da parte dei pastori. A questo progressivo abbandono dell'allevamento intensivo è però seguito un forte impulso turistico a partire dagli anni sessanta. All'inizio degli anni sessanta Prada si presentava formata da 4 raggruppamenti di case che andavano pian piano in abbandono, la pastorizia si praticava ancora nei masi della fascia alta dell'Alpe, ma i pochi pastori rimasti vivevano direttamente nei masi in quota e rientravano, a fine estate, nei paesi sul lago o a San Zeno di Montagna. Negli stessi anni però molti sciatori provenienti dalla pianura iniziarono a frequentare la zona, favorita dall'abbondanza di neve, dai panorami stupendi che si godono dall'Alpe e dalla possibilità di praticare lunghe discese dalla cima dell'Alpe (2053 m) fino in val Vaccara (1000 m. ca). All'inizio degli anni sessanta i proprietari delle varie case di Prada iniziarono a farne degli alberghi: in tutti e quattro i centri abitati si iniziò a costruire alberghi, nuove case, residence, l'intera alta Val Vaccara negli anni sessanta era un pullulare di cantieri che plasmavano le antiche baite dando a Prada l'aspetto odierno, sotto l'impulso del turismo dello sci d'inverno e dell'escursionismo d'estate. Nel 1962 venne costruito a Prada Alta un primo skilift con relativa pista, in breve ne seguirono altri nella fascia bassa dell'Alpe fino ai 1600 metri di quota, intanto Prada aveva completamente cambiato aspetto. Nel 1969 infine vennero costruite una cabinovia che da Prada Alta (1060 m) portava a Malga Ortigaretta (1550 m), zona d'arrivo dei già presenti skilift, ed una nuova seggiovia che collegava Malga Ortigaretta con il neonato rifugio Cornetto (1850 m-oggi rifugio "Fiori Del Baldo"). I due impianti permisero un forte ampliamento dell'area sciabile creando piste di notevole lunghezza. Gli anni settanta furono gli anni d'oro di Prada, i nuovi impianti costruiti nel 1969 assieme ai precedenti skilift ne fecero una delle più frequentate stazioni sciistiche delle Prealpi; durante tutti gli anni settanta continuò l'ampliamento di Prada, soprattutto del centro di Prada Alta, partenza degli impianti e centro ormai dell'intera località.
A partire dagli anni ottanta il turismo invernale iniziò ad affievolirsi, soprattutto per il potenziamento dei mezzi di trasporto che permettevano di raggiungere in breve tempo stazioni nel cuore delle Alpi che garantivano centinaia di chilometri di piste, Prada tuttavia continuò a registrare forti presenze turistiche soprattutto per via dei panorami che si potevano ammirare dall'Alpe di Costabella, intanto il Baldo divenne area di rinnovato interesse zoo-botanico per le sue peculiarità ambientali uniche e Prada poté contare su di un sempre maggiore turismo estivo, grazie ai suoi impianti che garantivano un facile accesso anche all'area più alta del Baldo. Gli anni novanta furono invece gli anni della crisi per la località turistica della val Vaccara, dal 1994 al 1999 una serie di anni anormalmente caldi e privi di precipitazioni nevose provocò un crollo completo del turismo invernale che era ancora la maggior fonte di reddito dell'area, a questo si unì anche l'ormai fortissima concorrenza delle stazioni alpine che si erano dotate di impianti d'innevamento artificiale e impianti di risalita molto moderni rispetto a quelli dell'Alpe che ormai risultavano obsoleti, molte delle persone che si erano trasferite in Prada negli anni d'oro per lavorare negli alberghi e nella gestione di impianti, piste, maneggi e quant'altro iniziarono ad abbandonare la zona trasferendosi sul lago o in città. Nel 1999 la società che gestiva gli impianti, schiacciata dai debiti, non potendo vivere con il solo turismo estivo e non potendo rinnovare gli impianti dichiarò fallimento e il comprensorio sciistico venne chiuso, a Prada resistettero solo 6 alberghi che puntavano sul rimanente turismo estivo, che tuttavia si era notevolmente ridotto a causa della chiusura degli impianti che garantivano l'accesso alle alte quote.
La situazione all'inizio del XXI secolo di Prada è disastrosa, il paese è completamente abbandonato, frequentato solo dai proprietari delle case che vengono a passarvi i week-end estivi e dai turisti della domenica.

### Situazione odierna

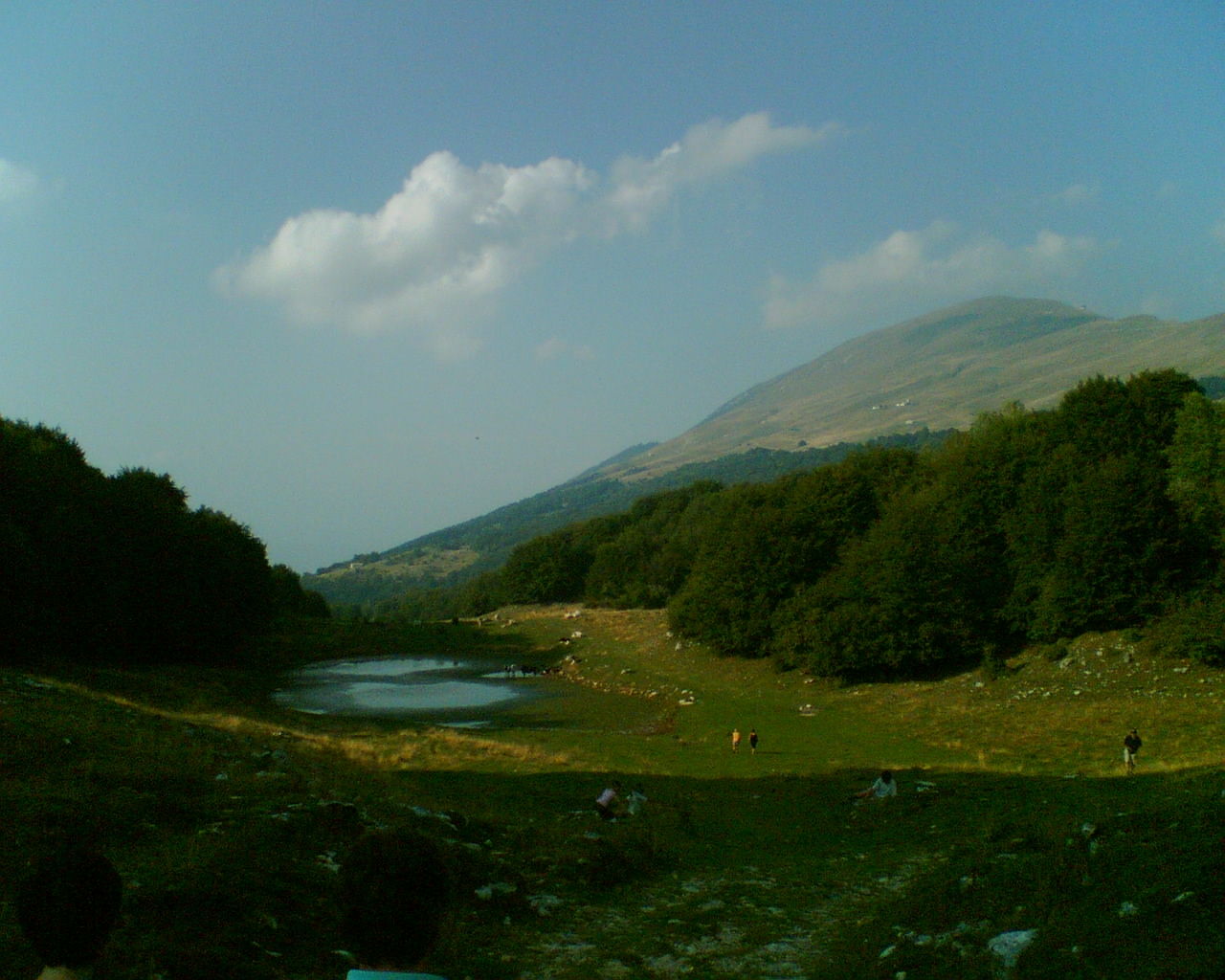
Località "Due pozze" in prossimità di Prada (VR), h.1280m.

A partire dal 2005 per Prada è iniziato un progetto di rilancio che punta soprattutto sulla qualità e sulle bellezze naturali dell'Alpe di Costabella, sostenuto dai comuni di Brenzone e San Zeno di Montagna, grazie ai quali è stato possibile riaprire la cabinovia e la seggiovia nel 2005. La riapertura degli impianti, seppur non ancora moderni e competitivi, ha favorito un forte ritorno di turisti sull'Alpe dimostrando il forte interesse del pubblico per questa zona. Non è stato possibile riaprire le piste per mancanza di fondi.
Dal 2005 ad oggi Prada ha visto la riapertura di molti locali e un forte rilancio nella stagione estiva, in collaborazione anche con il comune di Malcesine, mentre per la stagione invernale sono state proposte alcune attività come ciaspolate nelle faggete e apertura degli impianti sotto le festività natalizie.
Il progetto attuale è però quello di riportare Prada "agli anni d'oro" rilanciando sia il turismo invernale che quello estivo, puntando sulle bellezze che l'Alpe può offrire. Attualmente è in progetto la sostituzione delle attuali cabinovia e seggiovia, che vanno dai 1060 ai 1850 m., con un'unica cabinovia in più tronconi che permette di raggiungere la Cima dell'Alpe. Oltre al rinnovo degli impianti negli ultimi due, tre anni, si è contribuito a rilanciare Prada anche con una serie di eventi e manifestazioni come la tappa nel 2009 di una mostra itinerante sui prodotti tipici della varia zone della terra veronese.